# Josef Friedrich Schmidt
Josef Friedrich Schmidt (ur. 24 listopada 1871 w Ambergu, zm. 28 września 1948 w Monachium) – niemiecki przedsiębiorca, twórca oraz wydawca gry planszowej Mensch ärgere dich nicht, w Polsce znanej głównie pod nazwą Chińczyk. W roku 1907/1908 założył własną firmę Schmidt Spiele.